# Brasão de Pio XII

Brasão pontifício de Pio XII

O Brasão pontifício do Papa Pio XII consiste num escudo eclesiástico. Campo de blau com uma pomba com a cabeça voltada para trás, pousada sobre um monte de três cômeros, à italiana, tudo de argente; a pomba sustentando no bico um ramo de oliveira, posto em barra, de sinopla. Contra-chefe de blau ondado de argente. Brocante e cozida sobre a divisão do campo, um faixeta de sinopla. O escudo está assente em tarja branca. O conjunto pousado sobre duas chaves decussadas, a primeira de jalde e a segunda de argente, atadas por um cordão de goles, com seus pingentes. Timbre: a tiara papal de argente com três coroas de jalde. Sob o escudo, um listel de blau com o mote: OPVS  IVSTITIÆ  PAX, em letras de argente. Quando são postos suportes, estes são dois anjos de carnação, sustentando cada um, na mão livre, uma cruz trevolada tripla, de jalde.

## Simbologia
O escudo obedece às regras heráldicas para os eclesiásticos. O campo de blau (azul) representa o firmamento celeste e ainda o manto de Nossa Senhora, sendo que este esmalte significa: justiça, serenidade, fortaleza, boa fama e nobreza. Nele estão as armas falantes da família do pontífice, com seu monte de três cômoros e pomba, símbolo da paz, donde vem o nome Pacelli, sendo de argente (prata), representa: inocência, castidade, pureza e eloqüência. O ramo de oliveira e a faixeta, sendo de sinopla (verde), simbolizam esperança, liberdade, abundância, cortesia e amizade. O contra-chefe é um mar ondado, acrescentado às armas da família Pacelli, e representa as águas revoltas da vida, por onde o Soberano Pontífice tem que conduzir a Igreja, a Barca de Pedro.
Os elementos externos do brasão expressam a jurisdição suprema do papa. As duas chaves "decussadas", uma de jalde (ouro) e a outra de argente (prata) são símbolos do poder espiritual e do poder temporal. E são uma referência do poder máximo do Sucessor de Pedro, relatado no Evangelho de São Mateus, que narra que Nosso Senhor Jesus Cristo disse a Pedro: "Dar-te-ei as chaves do reino dos céus, e tudo o que ligares na terra será ligado no céu, e tudo o que desligares na terra, será desligado no céu" (Mt 16, 19). Por conseguinte, as chaves são o símbolo típico do poder dado por Cristo a São Pedro e aos seus sucessores. A tiara papal usada como timbre,  recorda, por sua simbologia, os três poderes papais: de Ordem, Jurisdição e Magistério, e sua unidade na mesma pessoa.  No listel o lema: ”A Paz é obra da Justiça”, é uma demonstração do muito que o Papa Pio XII trabalhou pela paz e contra os horrores da guerra.